# Pedro Altabella Gracia
Pedro Altabella Gracia (Aguaviva, Teruel, 17 de abril de 1909-Zaragoza, 1 de noviembre de 1982) fue un sacerdote católico español y Canónigo de la Basílica de san Pedro (Vaticano).

## Biografía
Hijo de José Altabella y Dolores Gracia. El matrimonio tuvo cuatro hijos: Pilar, Pedro, Daniel (religioso marianista, murió mártir durante la Guerra Civil) y José María (fallecido en 1929 cuando era seminarista en Vic.
En 1925 conoció a Josemaría Escrivá, en Zaragoza. Aunque nunca fue del Opus Dei, su amistad con Escrivá se prolongó toda su vida. Trató espiritualmente a María Vallés de González (1895-1996), que solicitó ser del Opus Dei en 1944, primero como numeraria, y después (1951) como supernumeraria.
Tras cursar los estudios eclesiásticos en los seminarios de Belchite y Zaragoza, recibió la ordenación sacerdotal (19 de junio de 1932). Su primer destino pastoral le llevó a la población turolense de Ejulve, donde permaneció seis meses. Completó su formación teológica y pastoral en diversos centros docentes universitarios europeos: Instituto Católico de París, Universidad Católica de Lovaina y la Universidad de Milán. Se trasladó a Roma, donde se doctoró en Teología, Derecho canónico e Historia Eclesiástica en la Pontificia Universidad Gregoriana; y obtuvo el diploma en Paleografía y Diplomática en la Escuela Vaticana.
En 1932 regresó a España, incorporándose a la diócesis de Zaragoza, donde trabajó con la juventud femenina obrera y la pastoral universitaria. Fue capellán del colegio mayor universitario Pedro Cerbuna (1944-1947) y consiliario nacional de los estudiantes católicos durante la Segunda República. La Guerra civil le sorprendió en Santander, desde donde consiguió huir a la zona nacional. Fue capellán del Regimiento de Transmisiones (1936-1940). Concluida la contienda civil, impulsó un círculo sobre materias sociales en la parroquia de san Gil (Zaragoza). Reanudó su labor docente como profesor de Doctrina Social de la Iglesia en la Universidad Internacional Menéndez Pelayo (1943-1947); y de Religión y Deontología médica en la Universidad Pontificia de Salamanca. Fue canónigo penitenciario de la catedral de Salamanca y consiliario diocesano de Acción Católica (1945).
En 1950 se trasladó a Roma, al ser nombrado canónigo de la Basílica de san Pedro (Vaticano), donde desempeñó el cargo de sacristán mayor. Contó con el apoyo del arzobispo vicario de la Basílica vaticana Aurelio Sabattini, que sería posteriormente cardenal. Altabella predicó numerosas tandas de ejercicios espirituales. Fue postulador de la causa de canonización de santa Teresa de Jesús Jornet y de la Madre Moles, e inició la causa de canonización de santa Genoveva Torres Morales. Investigó en los Archivos Vaticanos sobre el antipapa Benedicto XIII, conocido como el Papa Luna.
Falleció a los 71 años, en el Hospital Provincial Nuestra Señora de Gracia (Zaragoza), el 1º de noviembre de 1982, a consecuencia de una grave dolencia intestinal.

## Distinciones
- Medalla de Oro de la ciudad de Zaragoza (1979).[1]